# Путятино (станция)
Путя́тино — железнодорожная станция Ярославского региона Северной железной дороги. Находится в Даниловском районе Ярославской области. По основному характеру работы является промежуточной, по объёму работы отнесена к 4 классу. Входит в Ярославский центр организации работы железнодорожных станций ДЦС-1 Северной дирекции управления движением.
Станция названа по поселку, в котором расположена.
В 1962 году, в ходе электрификации участка Ярославль-Главный — Данилов, станция была электрифицирована на постоянном токе 3кВ.

## Описание
Всего на станции 5 транзитных путей. К западу от станции ранее был путь к тяговой электрической подстанции.
На станции две низкие пассажирские платформы для пригородных электропоездов. Островная находится между путями № II и № 3, боковая находится с западной стороны у пути № I, рядом с ней здание вокзала и пост электрической централизации.
К северу от станции находится неохраняемый железнодорожный переезд на пересечении с автодорогой.
Поезда дальнего следования на станции не останавливаются.

## Пригородное сообщение по станции
| № поезда   | Маршрут движения                        | № поезда  | Маршрут движения                        |
| ---------- | --------------------------------------- | --------- | --------------------------------------- |
| 6225/6226  | Данилов — Телищево                      | 6227/6228 | Телищево — Данилов                      |
| 6215       | Данилов — Ярославль-Главный             | 6214      | Ярославль-Главный — Данилов             |
| 6217       | Данилов — Ярославль (Московский вокзал) | 6220      | Ярославль (Московский вокзал) — Данилов |
| 6219 летн. | Данилов — Ярославль-Главный             |           |                                         |
| 6221       | Данилов — Ярославль (Московский вокзал) | 6224      | Ярославль (Московский вокзал) — Данилов |